# FK Crvenka
El FK Crvenka (en serbio: ФK Цpвeнкa) es un equipo de fútbol de Serbia que juega en la Sub-División de Sombor, una de las ligas regionales que conforman la sexta división de fútbol en el país.

## Historia
Fue fundado en el año 1919 en la ciudad de Crvenka con el nombre CSK, el cual mantuvieron hasta 1945 luego de pasar a llamarse FK Spartakus. En 1962 se fusiona con el FK Jedinstvo, otro equipo de Crvenka para crear al equipo actual.
En la temporada de 1962/63 gana el grupo norte de la liga de Vojvodina, y para 1966 logra el ascenso a la Segunda Liga de Yugoslavia. En la temporada 1969/70 logra el ascenso a la Primera Liga de Yugoslavia por primera vez en su historia, aunque esta fue su única temporada en la desaparecida primera categoría de fútbol en el Reino de Yugoslavia luego de que terminara en último lugar y descendiera.
El equipo se mantuvo en la Segunda Liga de Yugoslavia hasta la temporada 1989/90 luego de descender a la tercera categoría, y desde que terminó la Guerra de Yugoslavia el club ha estado en las divisiones regionales.

## Palmarés
- Liga Norte de Vojvodina: 1

1962/63

## Jugadores

### Jugadores destacados
| - Miljan Škrbić - Ante Bačić - Jovica Beslin - Novak Čabarkapa - Tibor Fehér - Tibor Gemeri - Rudolf Grgić - Radivoje Božičić - Milorad Basta - Slobodan Jovanić | - Momčilo Jovović - Petar Milovanović - Savo Marić - Miloš Ostojić - Vasa Pušibrk - Jaroslav Santa - Ratko Svilar - Zvonko Varga - Nikola Miletić |